# Emin Chatschaturjan
Emin Chatschaturjan (armenisch Էմին Խաչատրյան, russisch Эмин Левонович Хачатурян Emin Lewonowitsch Chatschaturjan; * 5. August 1930; † 5. August 2000 in Jerewan, Armenien) war ein sowjetisch-armenischer Dirigent und Komponist. Er war Sohn des Sängers Lewon Chatschaturjan, eines Bruders des Komponisten Aram Chatschaturjan.
Emin Chatschaturjan studierte Komposition und Dirigieren am Moskauer Konservatorium. Er war unter anderem Dirigent des Moskauer Symphonieorchesters, des Orchesters des Bolschoi-Theaters und Chefdirigent des Staatlichen Symphonieorchesters der UdSSR für Filmkunst (1966–1979). Er machte zahlreiche Schallplattenaufnahmen, vor allem mit Komponisten der UdSSR. Chatschaturian wurde 1975 als „Volkskünstler der RSFSR“ ausgezeichnet. Bis zu seinem Tode 2000 leitete er zusammen mit seiner Cousine, der Schauspielerin Leily Chatschaturian, die „Aram Chatschaturian Association“.